# Diogo Figueiras
Pour les articles homonymes, voir Figueiras.
Diogo José Rosário Gomes Figueiras, né le 1er juillet 1991 à Castanheira do Ribatejo e Cachoeiras (Vila Franca de Xira) au Portugal, est un footballeur portugais.

## Biographie

### Paços de Ferreira
En 2011, Diogo Figueiras est transféré au Paços de Ferreira pour une durée de trois ans.
En 2012, il est prêté au Moreirense FC, club de deuxième division.

### Séville FC
En 2013, Figueiras arrive dans le club andalou et s'impose dans l'équipe. Le 14 mai 2014, à Turin, se joue la finale de la Ligue Europa, Séville face à Benfica. À la 100e minute, Figueiras entre en jeu. À la fin des prolongations se joue la séance des tirs au but qui envoie les Andalous à la victoire finale, 4-2.

## Palmarès
- Vainqueur de la Ligue Europa en 2014 avec le FC Séville
- Finaliste de la Supercoupe de l'UEFA en 2014 avec le FC Séville
- Champion de Grèce en 2017 avec l'Olympiakos
- Vice-champion du Portugal de D2 en 2012 avec le Moreirense FC